# Jes Bundsen
Pour les articles homonymes, voir Bundsen.
Jes Bundsen, né le 16 septembre 1766 à Assens et mort le 22 septembre 1829 à Altona (aujourd'hui incluse dans Hambourg), est un peintre paysagiste et d'architecture et un graveur danois.

## Biographie
Jes Bundsen est né le 16 septembre 1766 à Assens.
Il fréquente l'Académie de Copenhague en 1786, puis il étudie à Dresde, après quoi il devient professeur de dessin et peintre à Hambourg et à Altona. 

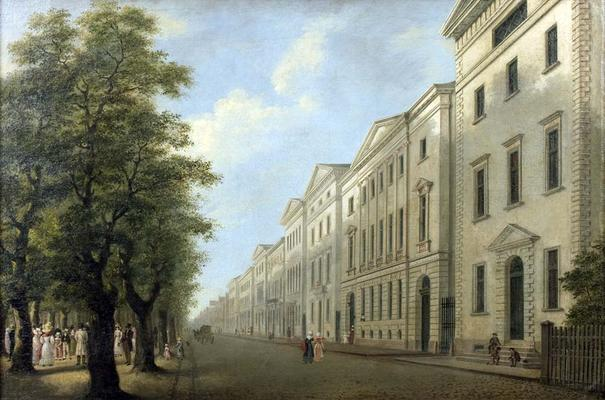
Südseite der Palmaille (vers 1827, Altonaer Museum).

Il peint principalement des vues aux alentours de ces lieux, ainsi que des intérieurs d'églises. Il grave plusieurs planches en contours, et pratique aussi la lithographie dans une certaine mesure.
Il meurt le 22 septembre 1829 à Altona. 
Son frère est l'architecte Axel Bundsen.